# Memphis hirta
Espèce
Memphis hirta est une espèce d'insectes lépidoptères (papillons) de la famille des Nymphalidae, de la sous-famille des Charaxinae et du genre Memphis.

## Dénomination
Memphis hirta a été décrit par Gustav Weymer en 1907 sous le nom initial d'Anaea hirta.
Synonyme : Anaea purpurata Witt, 1972.

## Description
Memphis hirta est un papillon aux ailes antérieures à bord costal bossu, angle interne en crochet et bord interne concave. Chaque aile postérieure est munie d'une queue.
Le dessus est rouge avec aux ailes antérieures l'apex et la bande longeant le bord externe noircis ou violet. Il existe une légère suffusion bleu métallisé depuis la partie basale des ailes antérieures.
Le revers est marron piqueté de marron foncé et simule une feuille morte.

## Écologie et distribution
Memphis hirta est présent au Brésil,.

### Protection
Pas de statut de protection particulier.